# Area postrema

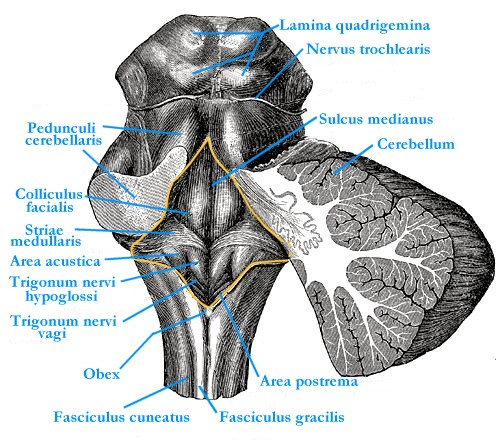
Rautengrube, das Kleinhirn ist teilweise entfernt und nach rechts geklappt

Die Area postrema ist ein zirkumventrikuläres Organ am kaudalen Ende des Bodens der Rautengrube, dorsal des Nucleus tractus solitarii (NTS) im Bereich des Obex. Gemeinsam mit weiteren Kernen der Formatio reticularis bildet sie das Brechzentrum. Dieses funktionelle Zentrum besteht aus mehreren Kerngruppierungen und ist weit über den Hirnstamm bis hinunter in die Medulla oblongata verstreut.

## Funktion
Aufgrund des gefensterten Kapillarendothels liegen spezielle Neurone der in der Area postrema liegenden Chemorezeptoren-Triggerzone mit ihren zahlreichen unterschiedlichen Rezeptoren vor der Blut-Hirn-Schranke. Die Aufgabe dieser Rezeptoren ist es, auf toxische Stoffe im Blut möglichst schnell zu reagieren und Erbrechen als eine Schutzfunktion des Organismus zu ermöglichen.
Das im Darm produzierte Hormon GLP-1 wirkt auf Rezeptoren in der Area postrema, was zu einem Sättigungsgefühl führt.

## Klinische Bedeutung
Antiemetika (Medikamente gegen Erbrechen) sind in der Lage, bestimmte Rezeptoren der Area postrema zu blockieren. Hierzu zählen unter anderem:
- Scopolamin (bei Seekrankheit) hemmt muskarinerge Acetylcholinrezeptoren (mAChR)
- Metoclopramid hemmt den Dopaminrezeptor D2 und in hoher Dosis den Serotoninrezeptor 5-HT3
- 5-HT3-Antagonisten hemmen spezifisch den Serotoninrezeptor 5-HT3.

Die vielen Ursachen, die ein Erbrechen auslösen können (Schwindel, Schwangerschaft, Zytostatika, erhöhter Hirndruck, verdorbene Lebensmittel u. v. m.) lassen auf eine komplexe neuronale Verschaltung des Brechzentrums und der Area postrema mit übergeordneten Hirnzentren schließen.
Einige Arzneistoffe (z. B. Apomorphin) wirken in bestimmter Dosis relativ spezifisch auf das Brechzentrum und können somit Erbrechen herbeiführen.